# Гарбі
Гарбі, укр. Західний (араб. غربي) — другий по величині острів архіпелагу Керкенна. Площа — 69 км². На острові знаходиться населений пункт Мелліта.

## Галерея

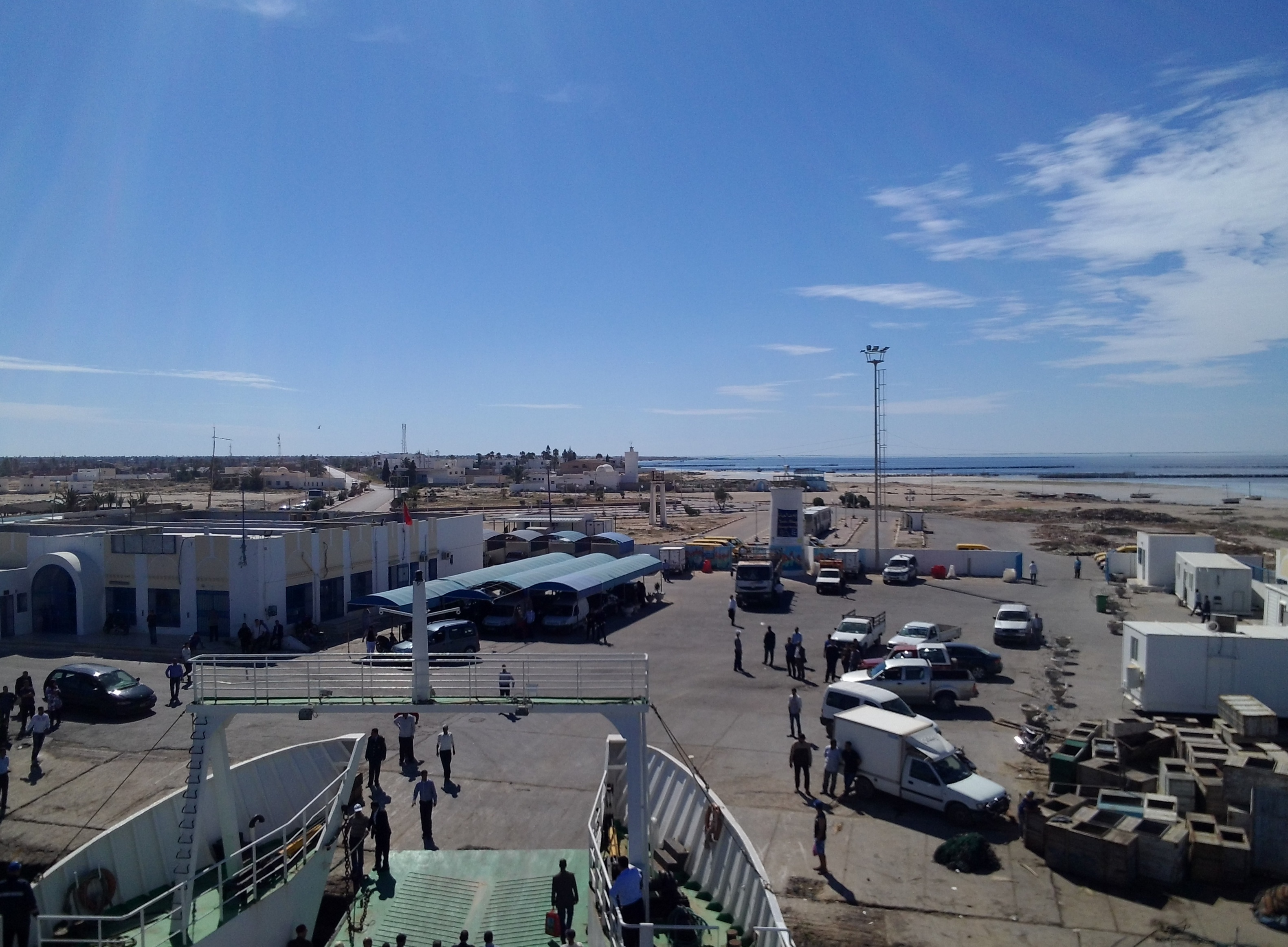
Пором Сфакс—Керкенна прибув до порту на острові Гарбі
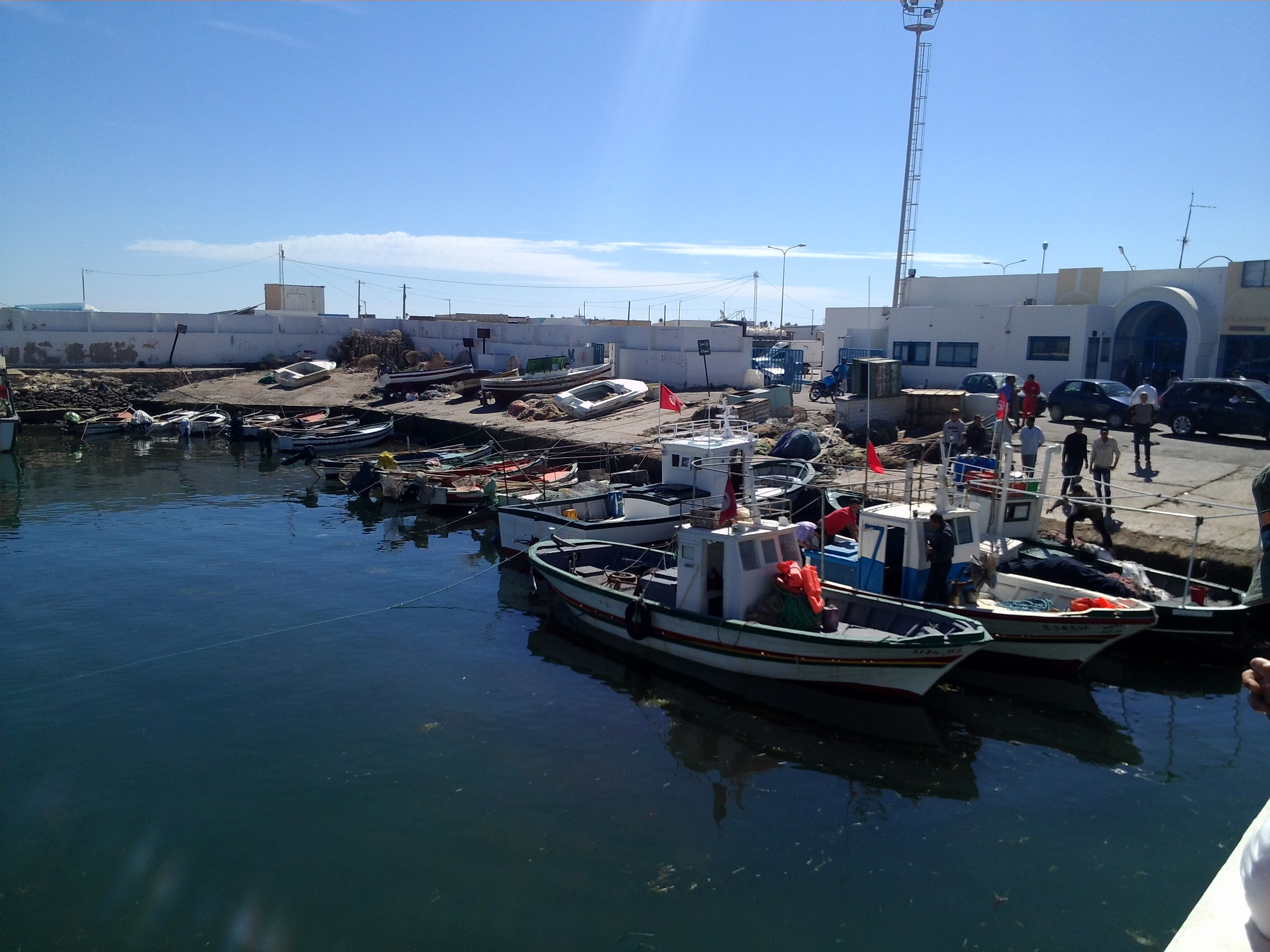
У порту на острові Гарбі
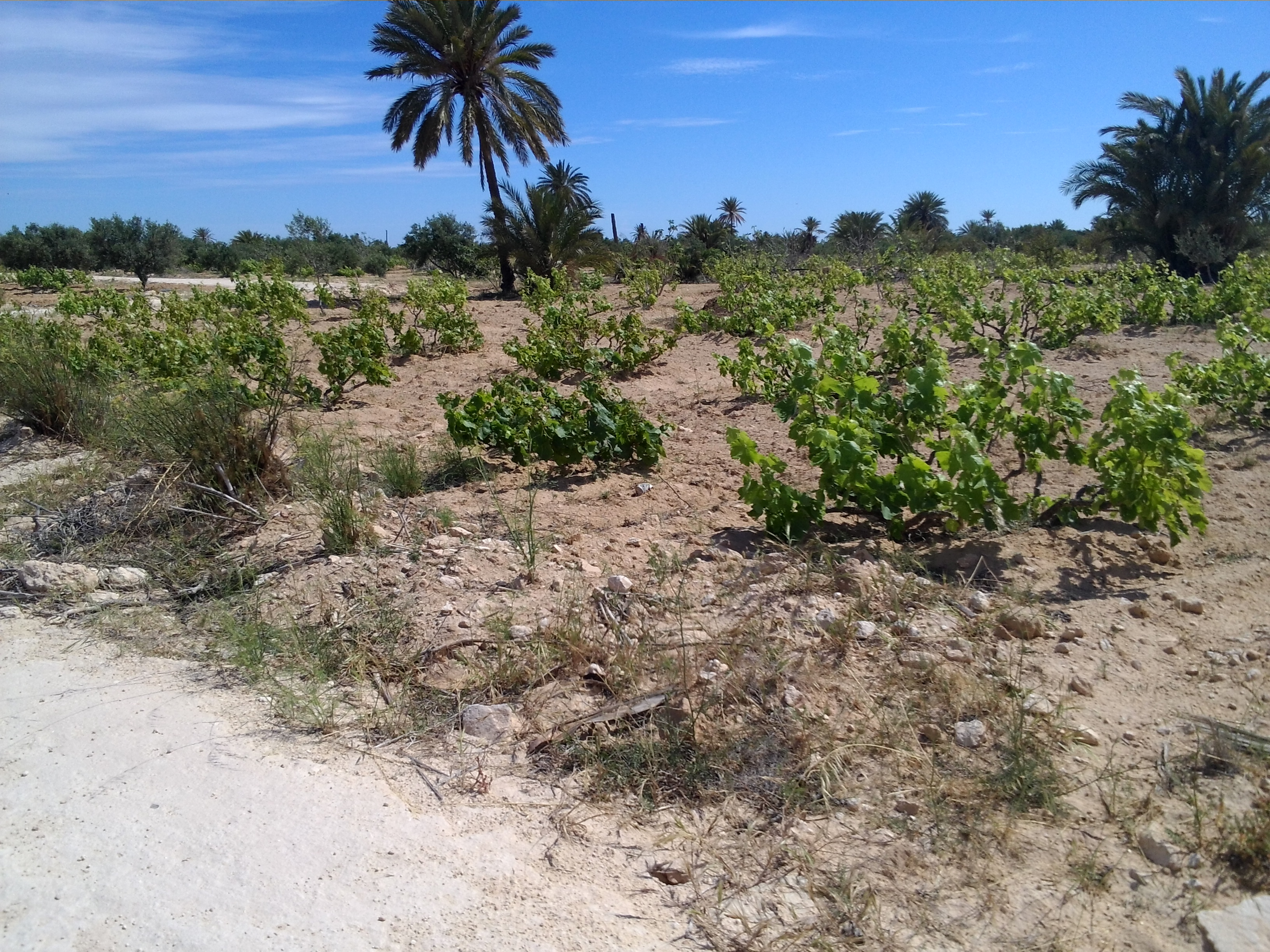
Сільськогосподарські угіддя
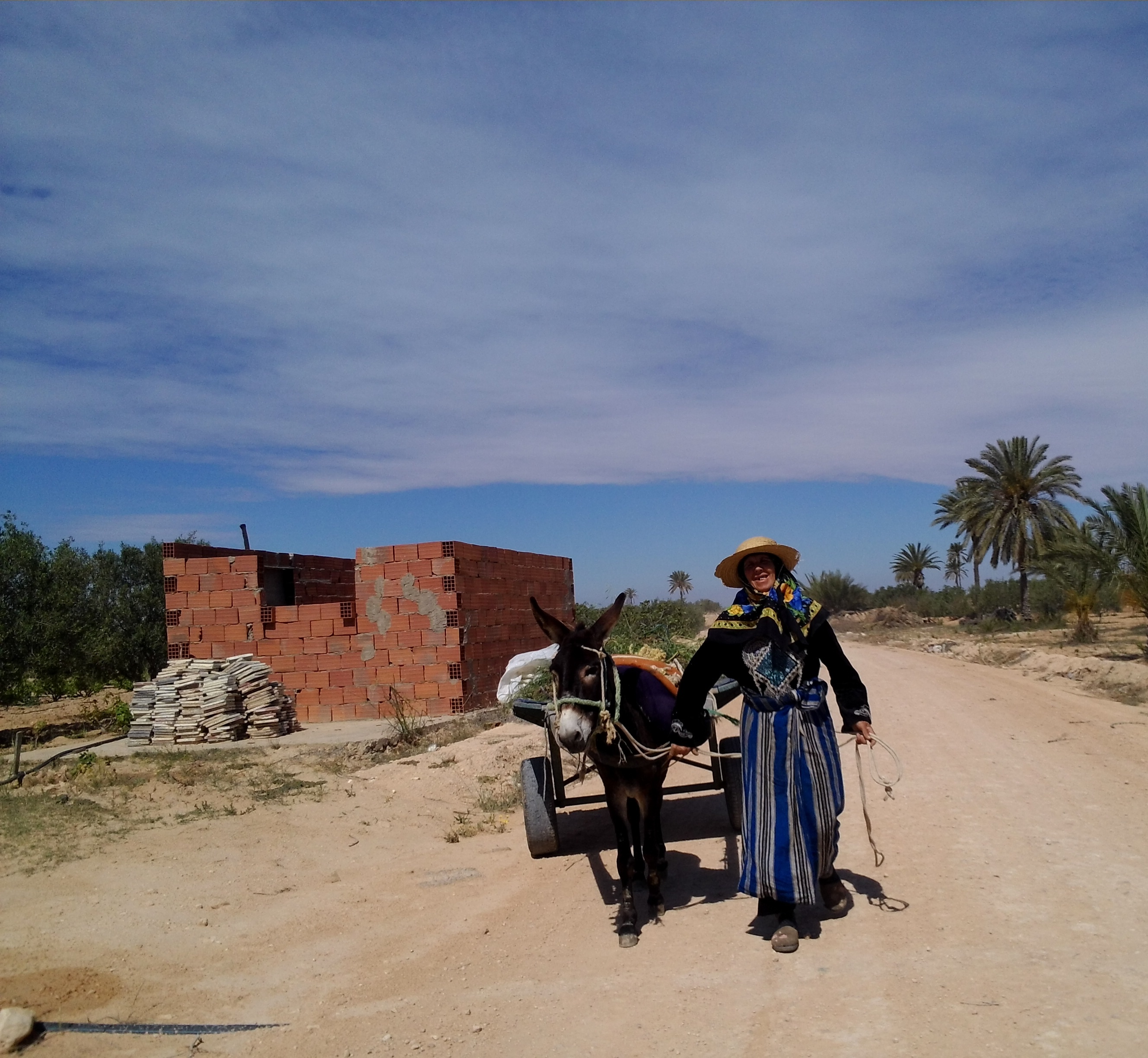
Місцева селянка